# 油麻地果欄

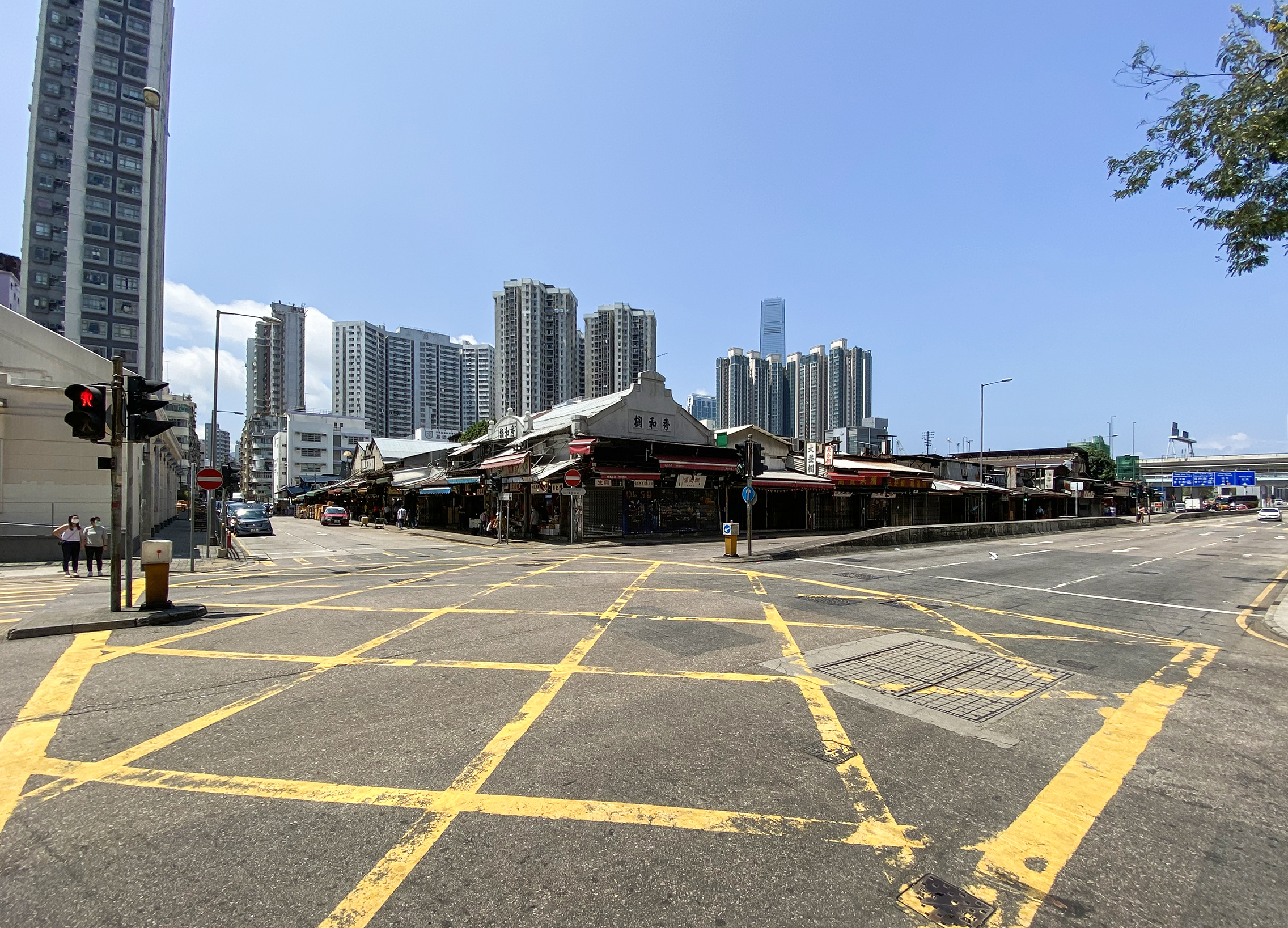
油麻地果欄於新填地街與窩打老道的交界

油麻地果欄（英語：Yau Ma Tei Wholesale Fruit Market），原名為九龍水果批發市場（Kowloon Wholesale Fruit Market），亦常簡稱作「果欄」，是香港主要水果批發市場，位於九龍油麻地，北臨窩打老道，南抵石龍街，西為渡船街，東為新填地街。

## 歷史

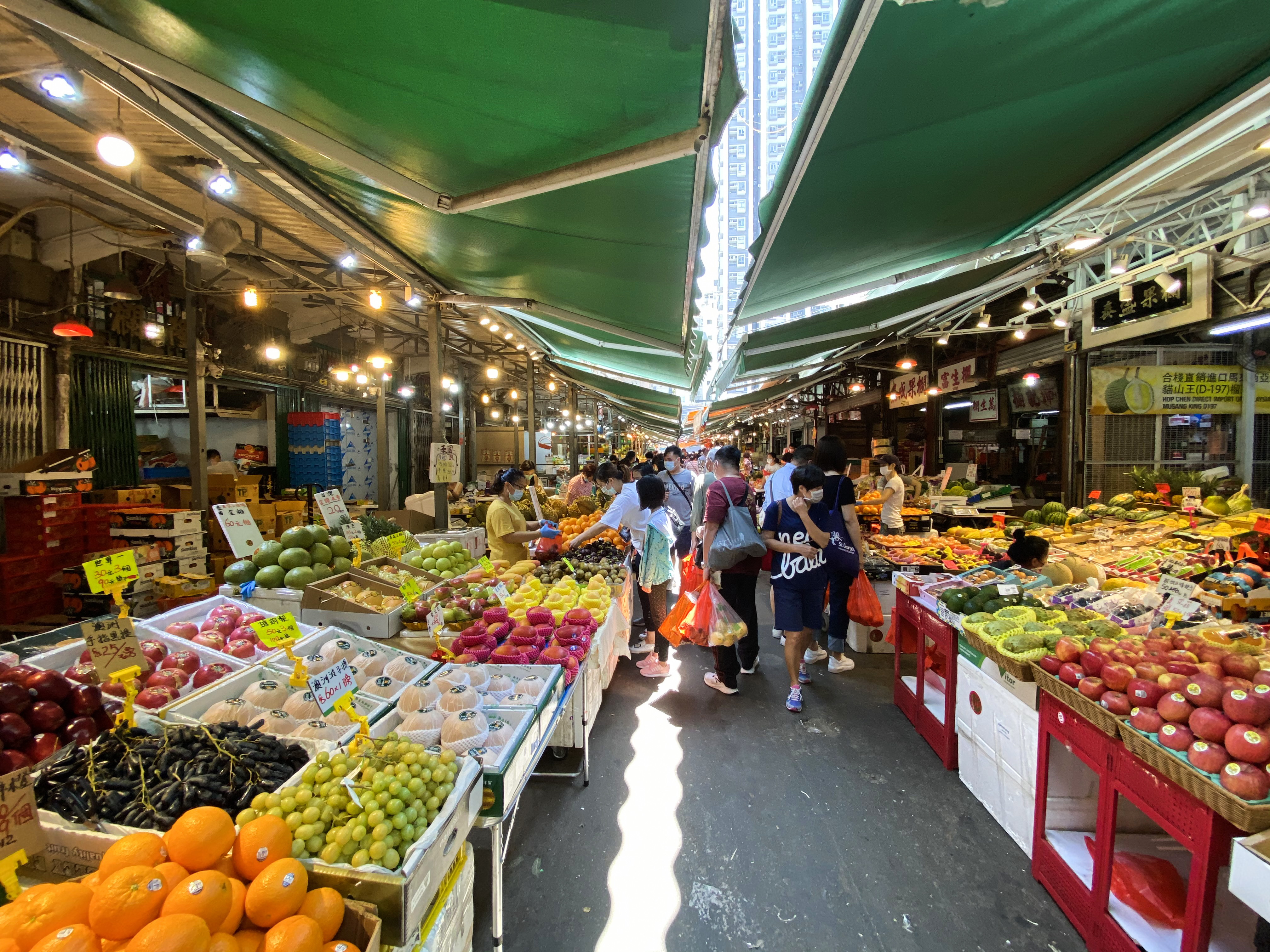
批發市場在石龍街的商店（2020年）

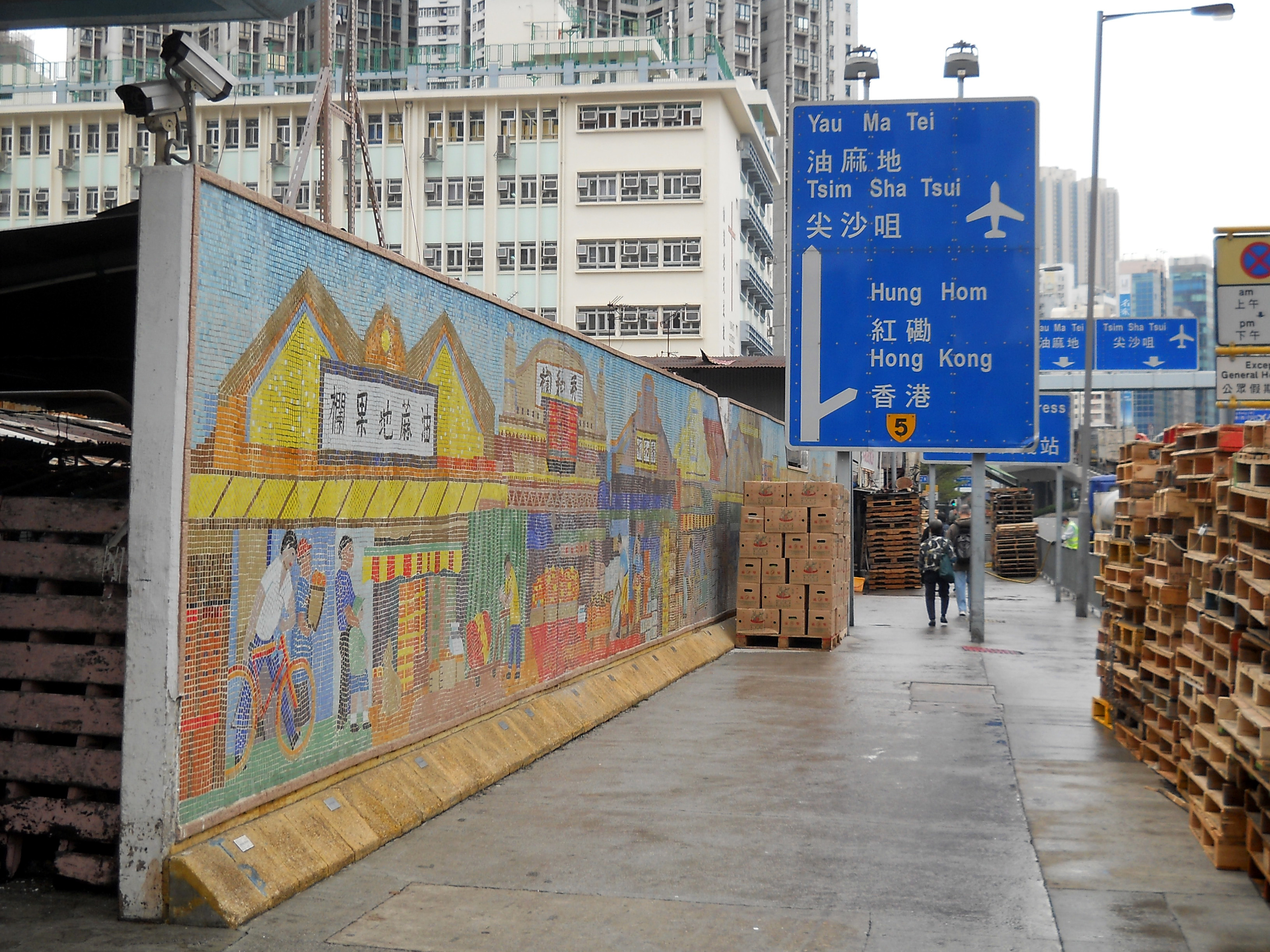
面向渡船街外圍的壁畫

果欄的雛形建於1913年，前身是九龍一處傳統墟市，「果欄」是珠三角一帶對水果批發市場的俗稱，經營的商鋪初期只以草棚搭成。
直到1920年代至1930年代，香港政府才開始批地讓欄商興建固定樓房，多幢一、二層高的磚石建築逐漸組成今貌，至今尚可見到不少具戰前特色的裝潢。最初渡船街、窩打老道一帶賣雞、鴨等家禽，東莞街賣菜，而後面是九龍魚市場，果欄的面積比現在小得多，只佔新填地街一帶，而果欄並非只賣生果，主要是賣蔬菜，只有如「福和果菜欄」、「秀和欄」和「大益欄」等幾個大型的果菜欄，
直到1965年6月1日長沙灣蔬菜批發市場啟用及1974年11月1日長沙灣臨時家禽批發市場啟用雞欄和菜欄搬遷後，才全部變成果欄。戰後建成的石龍街一帶果欄，由於當時檔主共同聘用同一間建築公司，所以於1952年建成的16個果欄外觀十分相似，地面前端是上落貨物區，欄內存放較遲交收的生果，而樓上多數是用作焗蕉的蕉房或雪房，近年才加裝升降機方便存放生果。
1990年，果欄被古物諮詢委員會列為香港三級歷史建築，於2009年12月18日改列為香港二級歷史建築。裏面的建築採用裝飾藝術風格（Art Deco），較明顯見於屋頂水磨石招牌的設計及窗戶上方之懸臂簷篷（eyebrow），而招牌亦使用了舊式立體書法字。
油麻地果欄長期以來都是香港和九龍市區的水果批發集散地，現時有二百多戶批發商，處理全港近八成的批發水果。欄商以東莞人為主，同鄉互相介紹來港工作，早年人數比例高達八成，街道如「東莞街」及「石龍街」（取名自東莞市石龍鎮）也是因此而命名。
另外，外界一直認為果欄是被幾個大欄主壟斷，但事實上果欄非常開放，最高峰時有足足三百多個欄，而截至2018年亦有二百多個欄。
而踏入千禧年後，批發生意愈來愈難做，因此部分批發商改為晚上批發，而日間時段則兼營零售。
香港在2019年爆發反送中運動期間，香港警方多次在油麻地果欄周遭發射大量催淚彈，令果欄的水果懷疑受到二噁英及山埃污染，食物及衞生局局長陳肇始回應水果受到催淚彈氣體及殘留物污染時稱，食環署會建議欄販做好預防措施，陳肇始又稱如懷疑食物受到污染或有異樣，為審慎起見，便不應進食。

## 圖片集

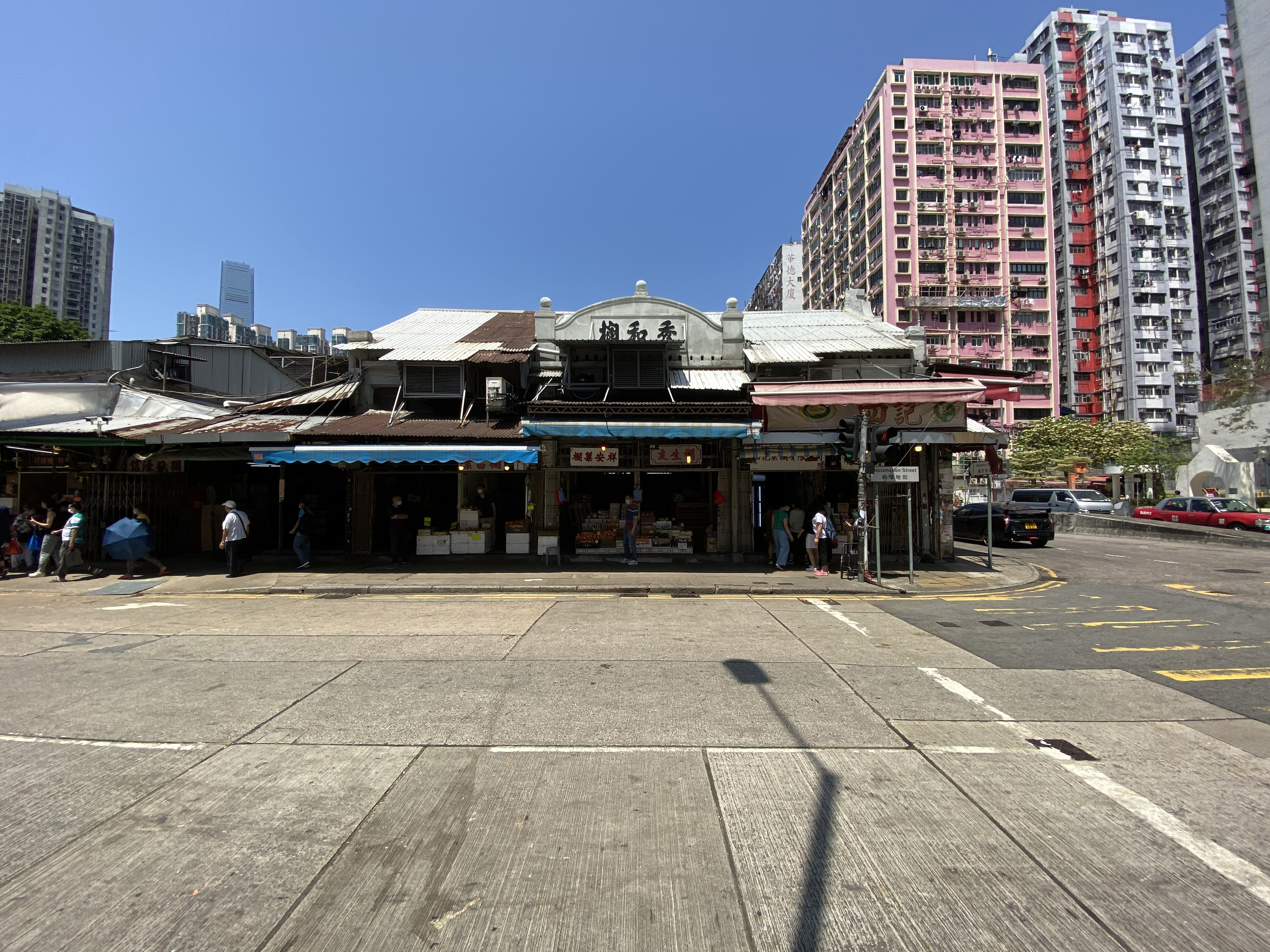
秀和欄是早期的欄商之一
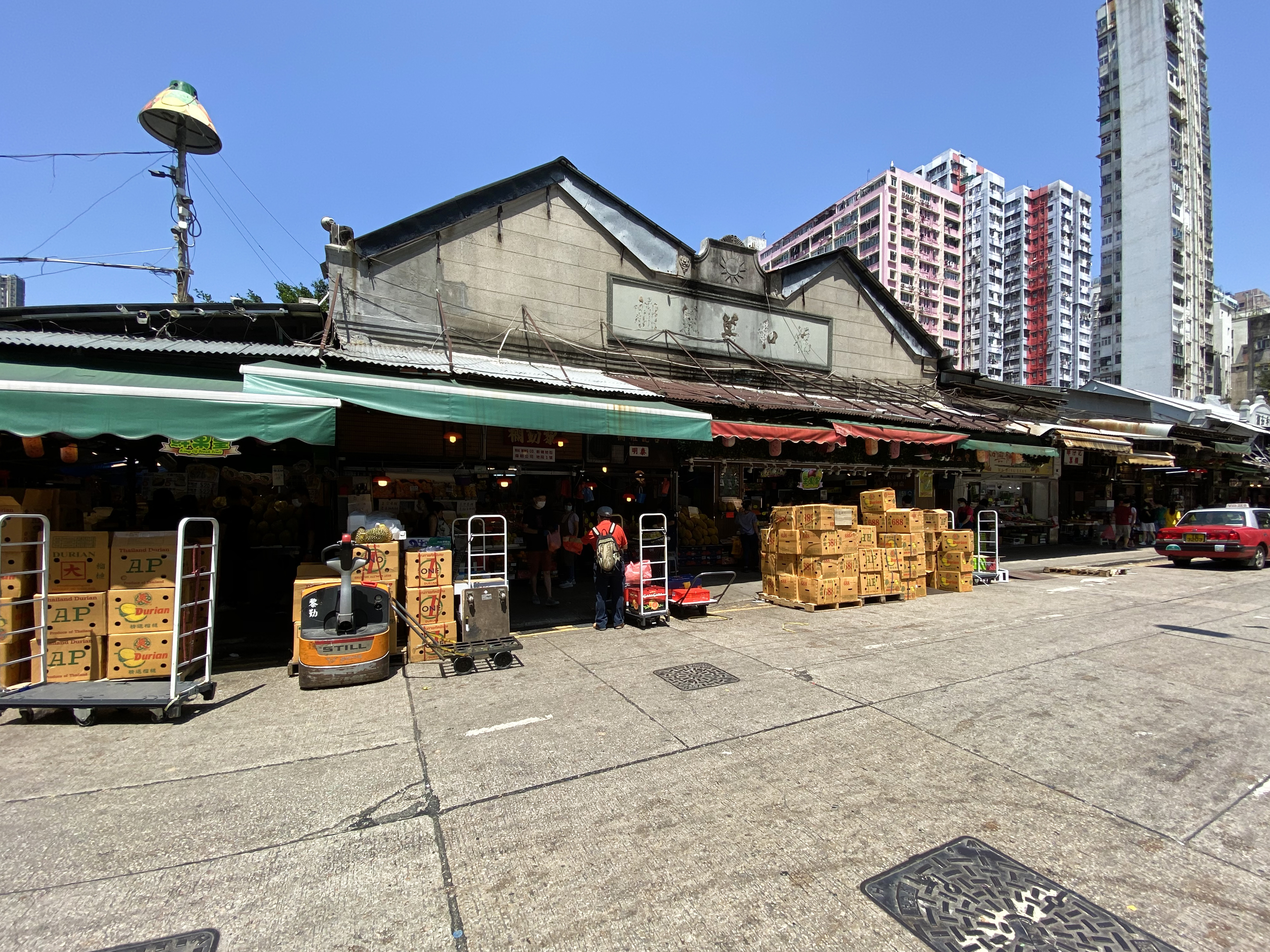
福和果菜欄屋頂尚保留民國時期徽號
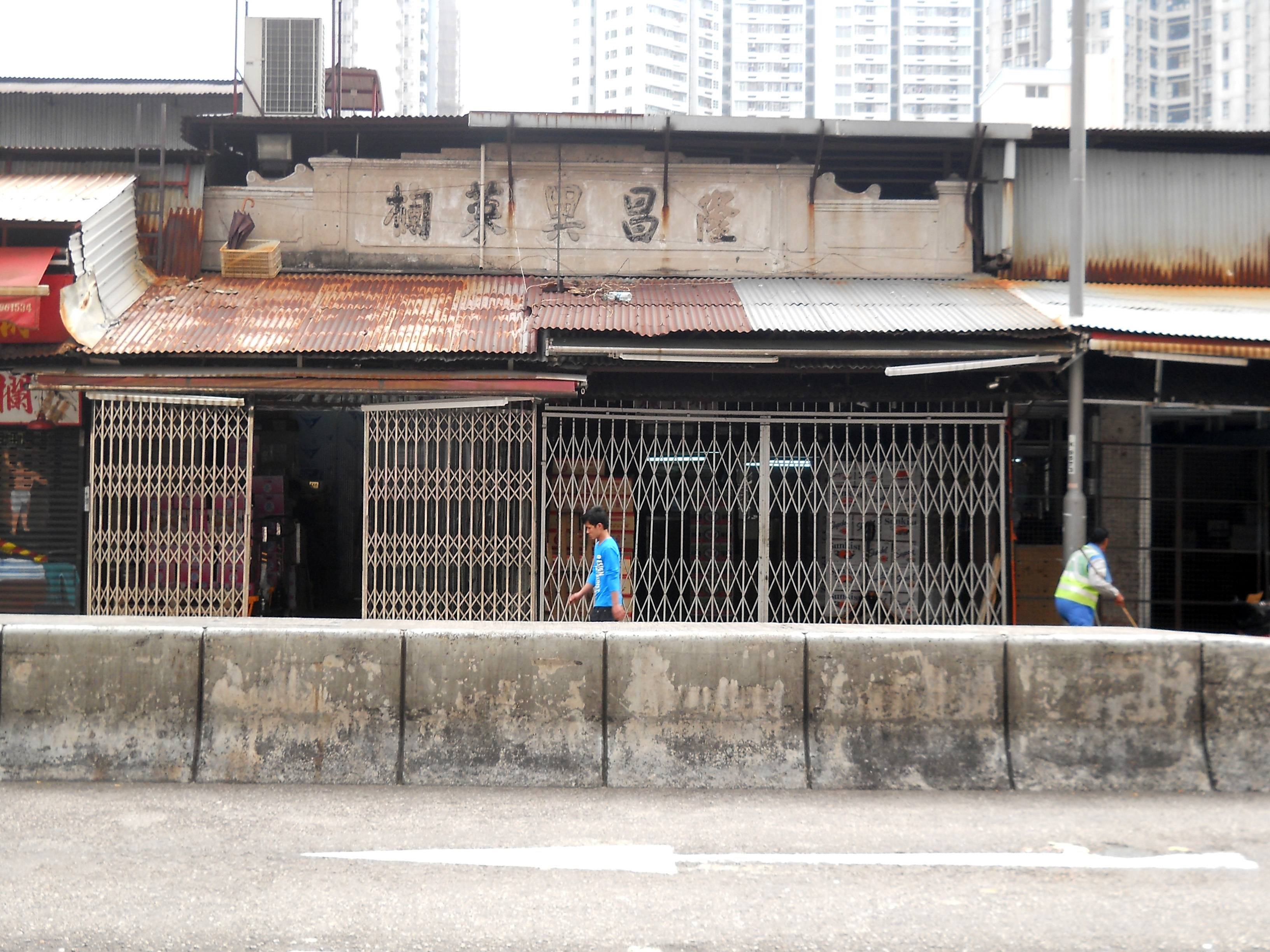
早期的欄商亦有售賣蔬菜
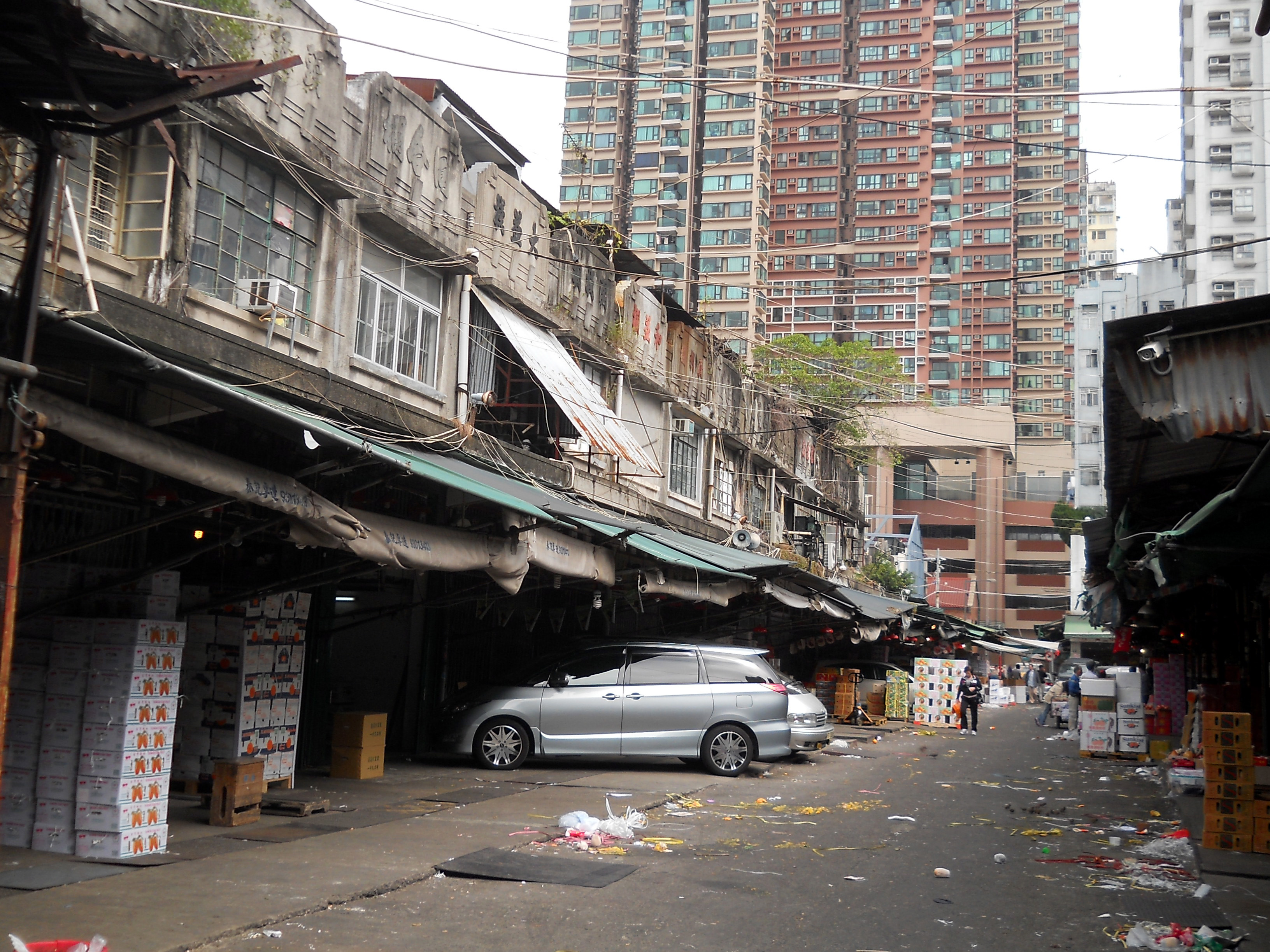
石龍街一列16間設計相似的欄商，屋頂均為水磨石書法招牌
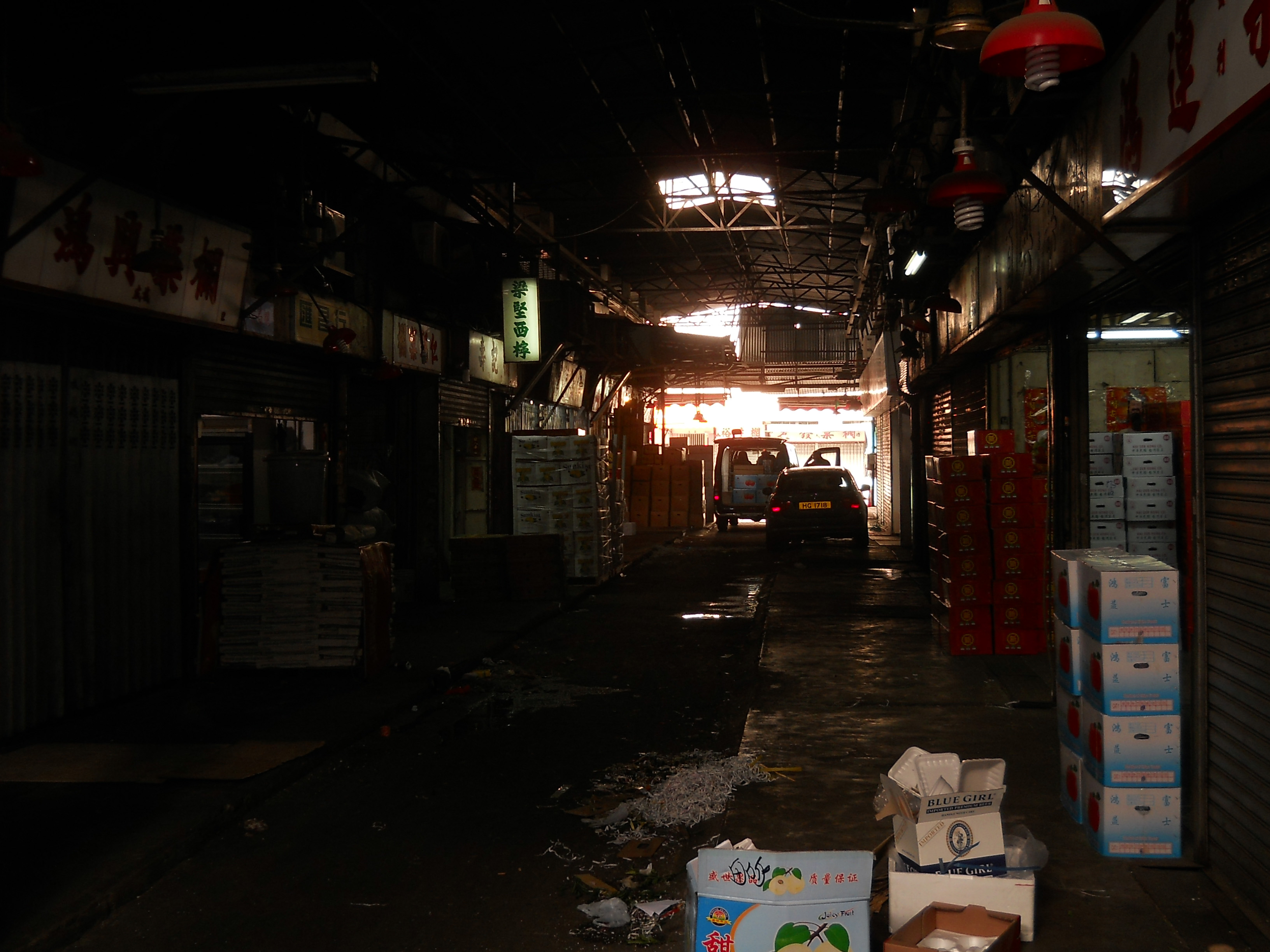
果欄內昏暗的內街
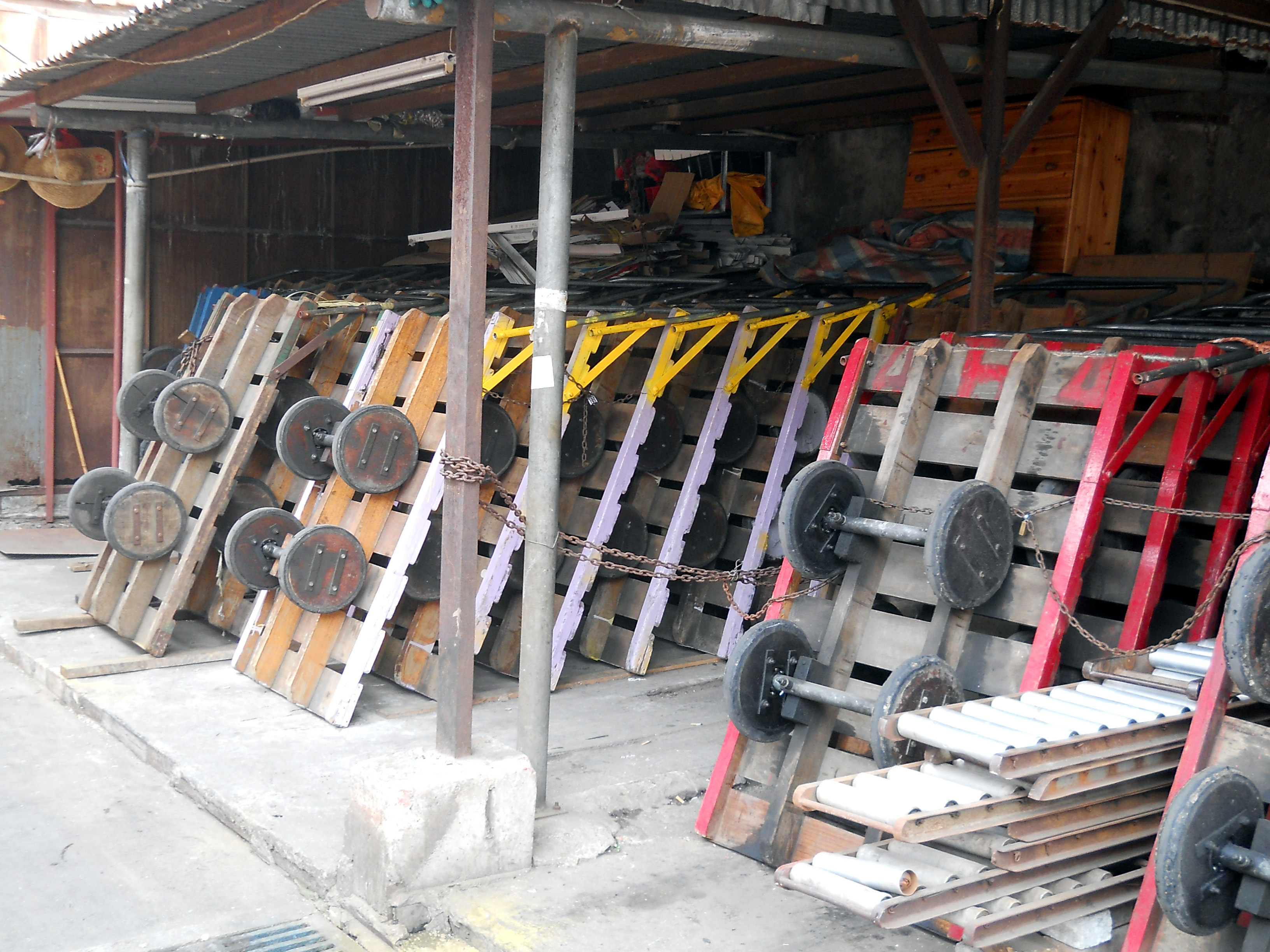
手推車「停車場」

## 事件
1970年代發生因毒品衍生出多名警察貪污的油麻地果欄案。

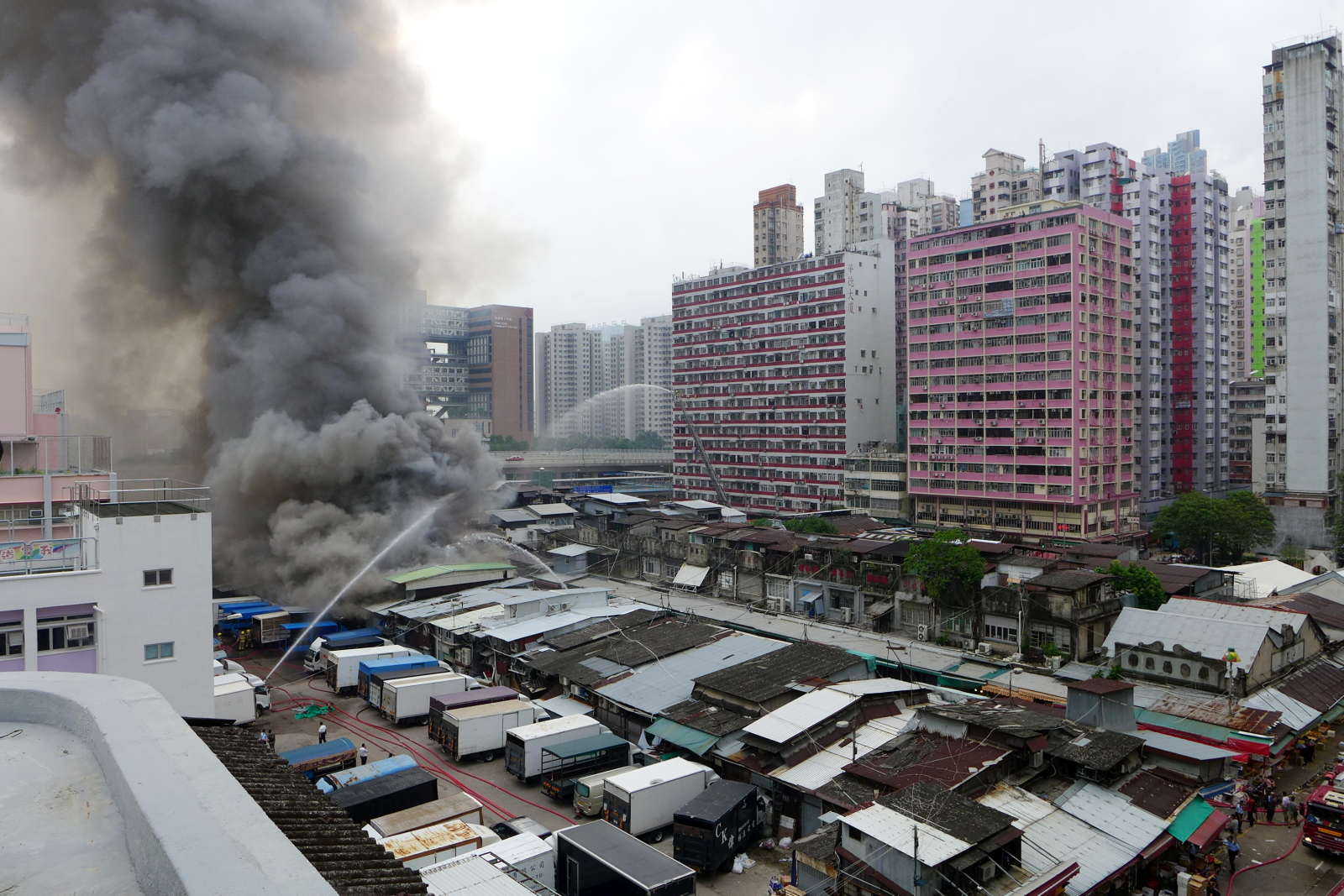
2016年9月4日的油麻地果欄大火，現場濃煙密佈

2016年9月4日，油麻地果欄發生歷史以來最嚴重的三級火警，無人受傷。逾20個欄檔被焚毀，有果商估計今次損失近500萬元。

## 搬遷計劃
因為要保持剛抵港的水果新鮮，所以要在天亮前完成交收，以便趕及早上運送到零售市場上市，因此油麻地果欄的日常運作都集中在晚上進行，但產生的噪音對鄰近居民造成滋擾，而手推車佔用路面又造成嚴重交通阻塞。果欄附近常有大量被棄置的已腐爛水果及已沾濕的紙箱，對周遭衛生環境造成不良影響。
香港政府早於1969年已計劃重置油麻地果欄，但一直未能落實執行。到了1990年，政府計劃將油麻地果欄遷往長沙灣副食品批發市場第一期，其後因1991年簽訂的《關於香港新機場建設的諒解備忘錄》，為進行西九龍填海計劃供興建西九龍快速公路往返赤鱲角新機場而擱置，其後政府又計劃將果欄遷往將於1997年年底落成的長沙灣副食品批發市場第二期，可容納蔬菜、蛋品、魚產、活家禽和鮮果五個行業的綜合批發市場，但有關批發業界一致強烈反對。油麻地果欄其後獲評為三級歷史建築物，規劃署在1999年設計了「油麻地市區重建概念模型」，規劃整個油麻地的發展，將果欄變作特色休憩公園。2000至2001年香港政府再為遷置油麻地果欄尋找其他選址，但鮮果批發業界表示不願意搬離市區，希望原址經營，而所有可供考慮的土地均不適用。
2007年食物及衛生局向立法會帳目委員會提出在長沙灣副食品批發市場第二期的部分範圍預留土地，興建一個專屬的鮮果批發市場，用以遷置果欄之用。通過油尖旺區議會轄下「關注油麻地果欄工作小組」，鮮果欄商代表表示願意有條件搬遷，其中主要的條件是將來香港全部的鮮果批發，必須集中在新市場進行，但該提議被指會令香港的鮮果批發被油麻地的欄商壟斷，政府以自由市場政策不宜干預市場運作模式為由作出拒絕。最後，該預留土地已撥作房屋用途，即今天的海盈邨、凱樂苑及維港匯。
2021年9月，市區重建局公佈《油旺地區規劃研究》的具體方案，當中分為5個「市區更新潛力地區」，其一建議把油麻地果欄活化為旅遊景點，並在毗鄰巧翔街一幅用地興建一幢多層商業大廈，基座用作重置現時果欄的批發市場。